# Патрік Макдона (велогонщик)
Патрік Макдона (англ. Patrick McDonough, 22 липня 1961) — американський велогонщик.
Срібний призер Олімпійських Ігор 1984 року в командній гонці переслідування.